# 2015年10月中國大陸

## 10月1日
- 在中华人民共和国成立66周年之际，中共中央总书记、国家主席、中央军委主席习近平特别邀请来自内蒙古、广西、西藏、宁夏、新疆5个自治区的13名基层民族团结优秀代表，来到北京参加国庆活动[1][2]。
- 在新浪微博拥有超过3000万粉丝的前华远地产董事长任志强再发强音，谈论起新国家与新政权的区别，直言“当高喊热爱祖国的口号时，切莫以为这个祖国是一九四九年才有的中华人民共和国。”这篇微博’很快就被中共网管删除，却赢得了众多网友的热捧点赞。新唐人
- 据新华社10月1日电广西柳州警方透露，柳城县爆炸事件系犯罪嫌疑人雇用他人以送递物件方式实施犯罪所致。柳州邮政部门已对邮包加强安全检查，在10月3日前暂停派件。10月1日8时左右，广西柳城县又发生一起爆炸，一栋6层楼的民房受损，尚未有人员伤亡报告[3]。

## 10月2日
- 新华社消息，柳城爆炸案已成功侦破。作案人是柳城县33岁男子韦银勇，他自制定时爆炸装置，通过自己投放和雇人送包裹的方式，利用拆包爆炸和定时引爆两种手段，先后在多处制造爆炸，致10人死亡、51人受伤。警方经DNA鉴定，确认嫌疑人韦银勇在案发现场被炸身亡[4]。
- 官方辟谣“广西柳州爆炸案还有43个炸药包没炸”。近日一条虚假信息在社交媒体流传，称所谓“广西柳州爆炸案的嫌疑人已被抓获并供述做了61个炸药包并寄出去，目前已爆炸18个，还有43个没炸”。人民网
- 最高人民检察院发布了《关于完善人民检察院司法责任制的若干意见》，明确检察人员对承办的案件质量终身负责[5]。

## 10月3日
- 2015年中国网球公开赛在中国北京国家网球中心开幕[6]。
- 警员因纠纷持械殴打村民致4人受伤，2小孩重伤。王某福，男，1967年4月生，江西省赣州市南康区唐江镇店前村人，现为南康区公安局特巡警大队民警，数年前因重病请假在家休养。10月3日上午9时许，王某福因修通往自家房屋的一条便道使用土地与邻居王某泉等人协商无果，发生争执，相继将王某泉等4人打伤（包含两名男童）[7]。
- 中国国家男子篮球队在2015年亚洲篮球锦标赛上赢得冠军，易建联获提名最有价值球员[8]。

## 10月4日
- 官方发布消息称，中共中央政治局常委、中共中央书记处书记刘云山将于9日起，对朝鲜进行正式友好访问。25年至少17位中国领导人访朝：江泽民当选中共中央总书记后首次外访选朝鲜。中共十八大以来，刘云山是首位访问朝鲜的中央政治局常委[9]。
- 医生携移植肺脏登机前15分钟被拒办机票，南航已致歉。4日凌晨3点多，江苏省无锡市人民医院医疗团队在广西岑溪取得肺源打算带回无锡做手术。医生在飞机起飞前15分钟到达广州白云机场，登机被拒，只得改签。所幸的是，赶上了手术。有媒体报道，作为连续两届全国人大代表，陈静瑜这些年不断呼吁建立器官转运绿色通道支持系统。目前，中国器官航空运输完全依赖于民用航空。陈静瑜坦言，航空公司和机场在器官转运支持上已经有了很大改善，但不同的航空公司的支持力度依然参差不齐。“今年上半年，全国至少有约300个肺源捐献，但仅有60例肺移植，很多都在路上浪费了。”[10][11]

## 10月5日
- 据诺贝尔奖官网消息，中国女科学家屠呦呦等3人获得今年的诺贝尔生理学或医学奖。屠呦呦是首位获得诺奖科学类奖项中国人。85岁的屠呦呦与另外两名美日科学家William C. Campbell、Satoshi mura分享今年的诺贝尔生理学或医学奖。屠呦呦多年从事中药和中西药结合研究，突出贡献是创制新型抗疟药———青蒿素和双氢青蒿素[12]。
- “中国神药”青蒿素在非洲拯救百万生命。“青蒿素是传统中医药送给世界的礼物”，屠呦呦接受专访称获诺奖是中国科学家集体荣誉，表示中医药是个伟大宝库，但也不是捡来就可以用。青蒿素产品专利被瑞士诺华公司抢注，已故药学家沈家祥曾据理力争[13][14][15]。
- 在部长级层面达成TPP基本协议，同意进行自由贸易，并在投资及知识产权等广泛领域统一规范。规模占全球4成的巨大经济圈将应运而生。从理论上和TPP的规则上说，任何国家都可以加入TPP，但惟独中国不行，用TPP一位官员的话说，“TPP是一个只禁止中国入内的俱乐部。”对比WTO追求的是降关税，TPP追求的是自由贸易。自由贸易包括什么呢？包括0关税、包括货物、服务全部自由流动，所有经济监管制度都必须统一标准。细分领域有贸易和服务自由、货币自由兑换、税制公平、国企私有化、保护劳工权益、保护知识产权、保护环境资源、信息自由。说明白点就是禁止各种门槛、操纵、补贴等，而这些条件和贸易准则中国目前还远远达不到。美国中文网
- 商务部部长高虎城日前就《跨太平洋伙伴关系协定》（TPP）热点问题接受了新华社等中央媒体采访。高虎城说，中方对符合世界贸易组织规则、有助于促进亚太区域经济一体化的制度建设均持开放态度。新华网 Archive.today的存檔，存档日期2015-10-12

## 10月6日
- 据英国BBC中文网报道，联合国秘书长潘基文对前任联合国大会主席约翰·阿什（John Ashe）被美国司法当局正式以逃税、行贿受贿等罪名起诉而深感震惊和不安。除61岁的约翰·阿什外，同日遭到美国正式司法起诉的还包括68岁的中国全国政协委员澳门地产商吴立胜（Ng Lap Seng）等其他四人。上个月，吴立胜和私人助理因试图非法携带450万美元现金进入美国而被警方逮捕。美国司法当局周二（10月6日）正式向在曼哈顿的纽约联邦法庭呈交诉状，指控曾在2013年出任第68届联大主席的原任中美岛国安提瓜和巴布达驻联合国大使约翰·阿什从吴立胜等多名中国籍商人手中受贿超过130万美元[16]。
- 台风彩虹在广西壮族自治区登陆造成山洪暴发，造成一个露营地的16名露营者失踪[17]。
- 无牌兰博基尼疑逆行连撞8车，司机逃逸后被抓。新华网（页面存档备份，存于）

## 10月7日
- 中央纪委监察部网站7日深夜公布中国共产党第十八届中央委员会委员福建省长苏树林被调查[18]，数日前还出席官方活动[19][20]。

## 10月8日
- 新华社质疑手机来电显示费:只收费不保真不担责。新浪網（页面存档备份，存于）
- 人民币跨境支付系统（一期）成功上线运行，为境内外金融机构人民币跨境和离岸业务提供资金清算、结算服务[21]。

## 10月9日
- 中共中央政治局常委、中央书记处书记刘云山率领中国共产党代表团访问朝鲜，10月9日晚在平壤百花园迎宾馆会见了朝鲜劳动党第一书记金正恩，并转交了中共中央总书记习近平的亲笔署函[22]。
- 中共中央总书记习近平致电朝鲜劳动党第一书记金正恩祝贺朝鲜劳动党成立70周年[23][24][25]。
- 湖南衡东县县委副书记谭建华赌博被免职1月后复出，匿名举报人董志国被警方带走52天，至今仍“监视居住”。9月22日，母亲肖瑜芳指着电视机对新京报记者说，衡东县电视台播出，举报违纪违法会有500到1000元的奖励。“为什么我儿子做了这些事还受罪？” “不晓得电视台说的是真是假？”老人嘟囔着。中国网（页面存档备份，存于）
- 国家旅游局通报，全国旅游资源规划开发质量评定委员会取消山海关景区5A级资质[26]。2018年11月，经过重新申请，山海关景区重返5A级景区[27]。
- 波兰驻华大使林誉平作为政府全权代表在北京签署《亚洲基础设施投资银行协定》，波兰成为第五十三个签署方[28]。

## 10月10日
- 朝鲜劳动党为庆祝建党70周年举行阅兵和游行，朝鲜劳动党第一书记金正恩、中共中央政治局常委刘云山等出席仪式[29]。
- 故宫博物院迎来成立90周年院庆。当日，故宫博物院将正式对观众开放宝蕴楼、慈宁宫区域、午门雁翅楼区域、东华门等四个新的区域，使故宫的开放面积由目前的52%增加至65%[30]。
- 中华人民共和国外交部发言人华春莹表示，中方对教科文组织将《南京大屠杀档案》列入世界记忆名录的决定表示欢迎[31][32][33]。

## 10月11日
- 当日召开的长江流域园区与产业对接会上，长江经济带（复旦大学）发展研究院正式揭牌，长江经济带大数据平台同时亮相[34][35]。

## 10月12日
- 中共中央政治局召开会议，研究制定国民经济和社会发展第十三个五年规划重大问题，审议通过《中国共产党廉洁自律准则》、《中国共产党纪律处分条例》。中共中央总书记习近平主持会议[36]。
- 天津北辰区西堤头镇的一個無人倉庫發生爆炸起火[37]。
- 10月12日，云南省南涧县纪委监察局公开通报称，10月6日，纪委对网络反映南涧县红十字会副会长常文山的问题及时进行了调查，查明常文山与他人通奸，降为科员[38]。

## 10月13日
- 中共中央总书记、国家主席、中央军委主席、中央全面深化改革领导小组组长习近平上午主持召开中央全面深化改革领导小组第十七次会议并发表讲话[39]。
- 第五届全国道德模范座谈会下午在京召开[40]，中共中央政治局常委、中央文明委主任刘云山会见了第五届全国道德模范和提名奖获得者并在座谈会上讲话[41]。
- 据《贵州日报》10月13日的消息，中央决定国家卫计委副主任、国务院医改办主任孙志刚任贵州省委委员、常委、副书记。按过去的用人惯例，60多岁的正部级官员往往会退居二线，这表明十八大以来中央在用人上打破惯例，不拘一格用人才，也与反腐中省部级官员被抓造成的干部短缺有关，呈现出培养年轻干部与重用老将并行的格局[42]。
- 13日凌晨4点左右，200多名不明身份人员闯入山东济南一居民小区院内，并与居民发生冲突。其间，58岁居民释惠生倒地后不治身亡。当地警方表示，经初步调查，释惠生并非遭殴打致死。当地官方称，系工人夜间前去拆除已经搬迁房屋的窗户，死者身上伤痕是在救治过程中搬抬所致[43]。

## 10月14日
- 亚洲政党丝绸之路专题会议下午在北京开幕。中共中央政治局常委、中央书记处书记刘云山出席开幕式[44]。
- 温家宝南开中学演讲首度公开，中学毕业证曝光。2014年10月14日下午，天津市南开中学1960届校友温家宝重返母校，在南开中学公能讲坛作了题为《我在南开中学的日子》的报告。2015年10月16日，微信公号“温暖世界”刊发全文。文中提到，“南宋末年著名的民族英雄文天祥的《过零丁洋》一直为我喜读，这首自叙身世、自明心迹的诗作，直抒胸怀，气贯长虹。'人生自古谁无死，留取丹心照汗青'，成为我立志为正义事业而献身的格言。”[45]
- 解放军报谈改革：再畏首畏尾当断不断就要成千古罪人。新华网（页面存档备份，存于）
- 新华网全文发布2015年10月15日《习近平在文艺工作座谈会上的讲话》[46][47]。
  - 中国媒体报道，北京大学从10月10日起一连两天召开首届“世界马克思主义”大会，引起不少中国网友的评论。一位网友说：“你向国外灌输孔夫子，你向国内却灌输马胡子。”BBC（页面存档备份，存于）
- 新快报报道，深圳交警公布2015年至今占用应急车道违法前十名的车辆，高居榜首的是“粤B9E5Q9”的黑色奔驰越野车，它从今年3月至今占用应急车道23次，还有6次压实线和1次违停。对此深圳交警作出扣138分、罚款6.9万元的行政处罚决定，这也是迄今为止中国占用应急车道的最大罚单[48]。

## 10月15日
- 中共中央总书记、国家主席习近平在北京会见了出席亚洲政党丝绸之路专题会议的外方主要代表[49][50]。
- 据中纪委网站消息，涉天津市公安局原局长武长顺案，日前，中共天津市纪委对天津市公安局原副巡视员、二十一处处长庞文升，天津市公安交通管理局原副巡视员、副政委陈和平，天津市公安局法制办公室（法制总队）原党委副书记、政委孙晓乐，以及天津市公安交通管理局大港支队原政委、天津华同实业公司原总经理杜全顺严重违纪问题进行了立案审查[51]。
- 15日至18日，部分北海市市民抗议北海海事码头项目建设[52][53][54][55]。

## 10月16日
- 2015减贫与发展高层论坛在北京人民大会堂举行。国家主席习近平出席论坛并发表题为《携手消除贫困 促进共同发展》的主旨演讲[56][57]。
- 由印尼维卡公司牵头的印尼国企联合体与中国铁路总公司牵头组成的中国企业联合体，正式签署了组建中印尼合资公司协议，该合资公司将负责印尼雅加达至万隆高速铁路（雅万高铁）项目的建设和运营[58][59]。此项目为中国高铁首个海外项目[60]。
- 民警被指关执法记录仪殴打市民，西安交警灞桥大队回应称：没电了。因无证驾驶无牌照摩托车，9月25日上午，市民张先生在纺织城附近被交警拦下并带上警车。张先生称，在警车行驶过程中，他与一名民警发生口角，并遭到殴打，张先生出现眼眶内侧壁骨折、耳鼓膜穿孔等症状[61]。事后该民警被行政降级处分[62]。
- 澎湃新闻获悉，继9月中旬，“大师”王林的秘书雷某、前妻张某，先后被江西公安部门带走后，曾多次报道王林案的南方都市报记者刘伟涉嫌获取国家秘密罪亦被江西警方带走。南方都市报深夜声明：刘伟对王林案的采访属职务行为。被称为江泽民“国师”的中国“气功大师”王林，7月16日 凌晨被江西警方带走调查。搜狐網RFA（页面存档备份，存于）

## 10月17日
- 零时16分，中国在西昌卫星发射中心用长征三号乙运载火箭，成功将亚太九号通信卫星发射升空。此次任务是中国首次向国际成熟卫星运营商提供通信卫星在轨交付服务，也是中国第七个卫星在轨交付项目[63][64]。

## 10月18日
- 中华人民共和国第一届青年运动会开幕式在福州海峡奥体中心主体育场举行，中共中央政治局委员、国务院副总理刘延东出席开幕式并宣布开幕[65]。
- 经李克强总理签批，国务院印发《关于同意将广东省惠州市列为国家历史文化名城的批复》，同意将惠州市列为国家历史文化名城[66][67]。

## 10月19日
- 10月19日至23日，国家主席习近平对英国进行国事访问[68][69]。

## 10月20日
- 中国与东盟国家在四川成都举行了落实《南海各方行为宣言》第十次高官会，同时举行了第十五次联合工作组会[70][71]。

## 10月21日
- 国家主席习近平在伦敦金融城市政厅发表题为《共倡开放包容 共促和平发展》的演讲，强调中英要坚持以长远和战略眼光，开放包容的心态，合作共赢的理念，开拓进取的精神，抓住时代赋予的机遇，共同开启中英关系的“黄金时代”，努力为人类和平与发展的崇高事业作出新的更大的贡献[72]。
- 中国广核集团和法国电力集团宣布，就共同修建和运营英国萨默塞特郡的欣克利角C核电站达成战略投资协议[73]。
- 周国泰被立案侦查，军中反腐打落“院士少将”。按媒体之前报道，周国泰系总后军需物资油料部原副部长，中国著名安全防护学家，在高性能纤维复合材料等科研领域为中国国防和军队现代化建设做出了重要贡献[74][75]。

## 10月23日
- 大马调查中國游客拍裸照事件，被扣者面临监禁罚款[76]。
- 江苏省扬州市举行的吉尼斯世界纪录称号“最大份炒饭”挑战赛活动上所炒出的4吨扬州炒饭在获得吉尼斯世界纪录后，被送至养殖场和送到接收单位处理[77]。随后吉尼斯世界纪录官方宣布，因为炒饭的不恰当处理违背了吉尼斯世界纪录关于大型食品纪录中食品最终要供民众食用不得浪费的规定，故此次挑战纪录无效[78][79]。

## 10月24日
- 中国人民银行决定下调金融机构人民币贷款和存款基准利率，同时对商业银行和农村合作金融机构等不再设置存款利率浮动上限。并下调金融机构人民币存款准备金率0.5个百分点[80][81]。

## 10月25日
- 中国人民志愿军赴朝作战65周年纪念日，朝鲜在平壤友谊塔等地举办纪念活动[82]。

## 10月26日
- 中共十八届五中全会在北京召开（2015年10月26日至29日），会议将研究关于“十三五规划”的建议和涉及人事调整[83]。
- 官方媒体：中共中央军委主席习近平担纲国防和军队改革顶层设计师，各种公开信息表明，中国国防和军队改革正在稳步推进。改革背后，作为“新设计师”的习近平始终在把控大局[84]。
- 中共十八届五中全会10月26日至29日在北京举行，审议通过了“十三五规划”建议；决定全面实施一对夫妇可生育两个孩子政策；确认中央政治局之前作出的给予令计划、周本顺、杨栋梁等10名落马官员开除党籍的处分；并决定递补刘晓凯等3名中央委员会候补委员为中央委员会委员[85][86]。
- 经李克强总理签批，中华人民共和国国务院印发《关于促进快递业发展的若干意见》[87]。

## 10月27日
- 日前，中央纪委对近期部分中央单位查处的5起党风廉政建设责任追究典型案件进行了通报。商务部中国对外贸易中心原副主任文仲亮因下属及家属赌博等问题受到责任追究。文仲亮曾任上海博览会有限责任公司（中国对外贸易中心控股企业）领导职务。环境保护部核与辐射安全中心主任李宗明因下属公款旅游问题受到责任追究。人民日报社上海分社原社长刘建林因纠正办公用房面积超标问题不力等受到责任追究。中国海洋石油总公司南海东部管理局党委书记、局长刘再生等人因下属部门和单位违反财经纪律和中央八项规定精神问题受到责任追究。中国证监会上海期货交易所原党委书记、理事长杨迈军因单位多次发生公款旅游等问题受到责任追究[88]。
- 郑州市公安局宣布，16年前发生的“12·5”特大持枪抢劫银行案成功告破，涉案犯罪嫌疑人已全部抓获[89]。

## 10月28日
- 传成都优步司机又被钓鱼执法，聚集时与警方冲突。搜狐新聞（页面存档备份，存于）

## 10月29日
- 中國共產黨第十八屆中央委員會第五次全體會議（中共十八屆五中全會）決定，終止在中國已有36年歷史的一胎化政策，未來改推行两孩政策[90]。
- 日前，最高人民检察院经审查决定，依法对河北省委原书记、省人大常委会原主任周本顺以涉嫌受贿罪立案侦查并采取强制措施。案件侦查工作正在进行中[91]。
- 14时16分，由司机长刘钰峰驾驶的毛泽东号T2次旅客列车停靠在北京站第一站台，至此北京铁路局丰台机务段“毛泽东号”机车胜利实现安全行驶1000万公里[92]。

## 10月30日
- 河南省漯河市舞陽縣北舞渡鎮發生一起民房倒塌事故，已知17死23傷[93][94]。